# 3646 Aduatiques
A 3646 Aduatiques (ideiglenes jelöléssel 1985 RK4) a Naprendszer kisbolygóövében található aszteroida. Henri Debehogne fedezte fel 1985. szeptember 11-én.